# 岡本健一
岡本 健一（おかもと けんいち、1969年5月21日 - ）は、日本の俳優、歌手。男性アイドルグループ・男闘呼組の元メンバー。
東京都出身。明治大学付属中野高校定時制中退。ジャニーズ事務所の所属タレントを経て、2021年11月1日より2023年12月5日まで同事務所とエージェント契約。Hey! Say! JUMP元メンバーの岡本圭人は長男。

## 参加ユニット
- 東京男組
- 男闘呼組
- 少年御三家

## 人物
15歳でジャニーズ事務所に入りダンスレッスンを受けていたが、ジャニーズ系音楽よりもロックなどの別の音楽ジャンルに関心があり、後に男闘呼組のメンバーとなる成田昭次にギターを習ったことがきっかけでギターに傾倒する。ダンスレッスンをサボる口実として音楽スタジオを借りたりして、本格的にギターの練習を始めた。
中学3年生の夏休みに東京・原宿で「ジャニーズ事務所の者」を名乗る偽スカウトマンからスカウトされ、「来週、また会いましょう」と言われた。その後岡本はすっかり約束を忘れてしまい、海で一緒に遊んでいた友達にそんな話をしたところ事務所に行ってみようということになった。その後友人と一緒に自転車で事務所に向かうが、事務所の応対した人からは「スカウトはやっていない」と言われ、あきれ顔をされ、とりあえず2人の顔写真を撮り、連絡先を書かされた。しばらくたってジャニー喜多川より岡本の家に電話がかかり「ユー、明日なにやってんの」と言われ、ジャニーに会うこととなった。ジャニーと会った途端、「ユーがフラフラしてるから悪い人に声かけられるんだよ」と説教されたが、ジャニーより指示された場所へ行き、また写真を撮られることとなった。その写真は雑誌に掲載されることとなった。夏休み明け、学校へ行くと校門のところに人だかりができており、休み時間には代わる代わる岡本のいる教室に人が入ってきた。「雑誌に出てたってことでみんなが顔を見に来た。世界が変わった。」そうである。
1988年にジャニーズ事務所からデビューしたロックバンドの男闘呼組のギタリストとして活躍した。別バンド「ADDICT OF THE TRIP MINDS」のボーカル&ギターとしても活動し、1993年の男闘呼組の活動休止後にアルバムを1枚リリース。その後、結婚するが離婚。2015年に一般女性と再婚、次男と長女の2人が誕生していたが、2020年まで公表していなかった。
2020年9月、実家の塗装会社の代表取締役に就任。
2021年10月31日、ジャニーズ事務所との専属契約を終了し、11月1日付で新たにエージェント契約を締結。
2023年12月5日、InstagramのストーリーズにてSMILE-UP.（旧ジャニーズ事務所）とのエージェント契約を解除したと発表した。また、今後同社が設立する新会社のSTARTO ENTERTAINMENTとエージェント契約を結ぶ予定であるとしていたが、2024年7月時点では契約していない。
2023年12月31日、Rockon Social Clubとして第74回NHK紅白歌合戦に出演し、MISIAのステージでNHKラグビーテーマソング「傷だらけの王者」を歌唱した。紅白歌合戦への出演は、男闘呼組として出場した第40回（1989年）以来34年ぶりとなった。

## 出演

### テレビドラマ
- サーティーン・ボーイ（1985年5月21日 - 8月13日、TBS系） - 主演：佐倉次郎 役
- 3年B組金八先生スペシャル　いじめられっこ金八先生（1985年12月17日、TBS系） - 中井正敏（生徒） 役
- 野性誕生（テレビ東京『ヤンヤン歌うスタジオ』内の5分枠ドラマ）
- Be!Boys － 未完成青春曲（テレビ東京『ヤンヤン歌うスタジオ』内の5分枠ドラマ）
- このこ誰の子?（1986年10月22日〜1987年3月25日、大映テレビ・フジテレビ系） - 進藤宗次郎 役
- 大河ドラマ
  - 独眼竜政宗（1987年1月4日 - 12月13日、NHK総合） - 伊達小次郎 役
  - 秀吉（1996年1月7日 - 12月22日、NHK総合） - 仲蔵 役
  - 真田丸（2016年、NHK総合） - 毛利勝永 役
- タッチ（1987年6月1日、フジテレビ系、月曜ドラマランド） - 主演：上杉達也 役 / 和也 役（二役）
- ぼくの姉キはパイロット!（1987年8月18日 - 9月22日、TBS系） - 北川大地 役
- 桃色学園都市宣言!!「合羽坂学園」（1987年10月13日 - 1988年3月15日、フジテレビ系）
- オトコだろッ!（1988年7月21日 - 9月22日、フジテレビ系） - 山本喜芳 役
- 泥だらけの純情（1991年3月16日、TBS系、ドラマチック22） - 次郎 役
- 外科医・有森冴子II 「第9話　彼と彼の愛の物語」（1992年、日本テレビ系）
- お茶の間（1993年3月13・20日、読売テレビ・日本テレビ系） - ウシ 役
- 禁断の果実（1994年7月6日 - 9月28日、日本テレビ系） - 主演：伊武守 役
- 横溝正史シリーズ6・八つ墓村（1995年10月13日、フジテレビ系） - 寺田辰弥 役
- 風の刑事・東京発!（1995年10月18日 - 1996年3月20日、テレビ朝日系） - 沖田拓郎 役
- 竜馬がゆく（1997年1月1日、TBS系） - 中岡慎太郎 役
- 不機嫌な果実（1997年10月9日 - 12月18日、TBS系） - 工藤通彦 役
- めぐり逢い（1998年4月10日 - 6月26日、TBS系） - 清水貴樹 役
- 必要のない人（1998年10月7日 - 12月23日、NHK）- 杉岡伸二 役
- 天国に一番近い男「第10・11話」（1999年3月12・19日、TBS系） - リー・ライチェン 役
- コワイ童話「人魚姫」（1999年5月17日 - 6月7日、TBS）- 川村亮 役
- 恋愛中毒（2000年1月20日 - 3月16日、テレビ朝日系） - 荻原映一 役
- Gメン'75スペシャル2（2001年4月16日、TBS系、月曜ミステリー劇場） - 八代剛 役
- 反乱のボヤージュ（2001年10月6・7日、テレビ朝日系） - 神楽敏章　役
- 池袋ウエストゲートパーク スープの回（2003年3月28日、TBS系） - スライ 役
- 法医学教室の事件ファイル18（2003年11月8日、テレビ朝日系、土曜ワイド劇場） - 一色英市 役
- 仔犬のワルツ（2004年4月17日 - 6月26日、日本テレビ系） - 水無月譜三彦　役
- GO!GO!HEAVEN!（2005年1月9日 - 3月27日、テレビ東京系）- 矢沢 役
- 黒革の手帖スペシャル〜白い闇（2005年7月2日、テレビ朝日系） - 高瀬俊吉 役
- ハンチョウ〜神南署安積班〜 第3シリーズ「第1話」（2010年7月5日、TBS系） - 岸本浩平 役
- 大家だけが知っている! 〜幸多福子の下町事件簿〜（2010年8月2日、TBS系、月曜ゴールデン） - 鳥羽憲護（刑事） 役
- ラギッド!（2015年2月21日・28日、NHK BSプレミアム） - 桑田蓮治 役
- 小杉健治サスペンス 決断（2015年3月4日、テレビ東京、水曜ミステリー9） - 芦田俊弥 役
- 悦ちゃん〜昭和駄目パパ恋物語〜（2017年7月15日 - 9月16日、NHK総合） - 細野夢月 役
- Wの悲劇（2019年） ‐ 和辻道彦
- 行列の女神～らーめん才遊記〜 第7話・第8話（2020年6月1日・8日、テレビ東京）- 「麺獄グループ」社長・安本高治 役

### 映画
- ロックよ、静かに流れよ（1988年2月20日公開、東宝、【主演：男闘呼組】） - 片岡俊介 役
- 少年武道館（1988年2月20日公開、東宝、【主演：少年御三家】）
- 女がいちばん似合う職業（1990年）- 佐山吾郎 役
- あいつ（1991年8月10日公開、アルゴプロジェクト） - 主演・東光（アズマヒカル） 役
- プライベート・レッスン（1993年3月6日公開、ワーナー） - 石井（植木職人） 役
- ピカ☆☆ンチ LIFE IS HARDだからHAPPY（2004年）
- ぼくのおばあちゃん（2008年12月6日公開、【W主演：菅井きん】） - 主演・村田智宏 役

### 舞台
- 唐版・滝の白糸（1989年3月5日 - 3月28日、日生劇場、蜷川幸雄演出） - アリダ・ゴ 役
- ペール・ギュント（1990年6月5日 - 28日、青山劇場、蜷川幸雄演出） - ペール・ギュント 役[注 1]
- 蜘蛛女のキス（1991年12月5日 - 29日、ベニサン・ピット / 1992年1月27日 - 29日、近鉄アート館） - ヴァレンティン 役
ロバート・アラン・アッカーマン演出。村井国夫との二人芝居。
- 蜘蛛女のキス（再演）（1992年10月28日 - 11月29日、ベニサン・ピット / 1992年12月3日 - 10日、近鉄アート館） - ヴァレンティン 役
- 品川心中（1993年1月3日 - 29日、日生劇場） - 松岡新太郎 役
- スラブ・ボーイズ（英語版）（1993年6月5日 - 30日、PARCO劇場） - フィル 役
- 音楽劇「火の鳥」（1994年10月3日 - 26日、日生劇場） - グズリ 役 / マモル 役（一人二役）
- 開花変草子－七変化電信お玉（1994年11月30日 - 12月26日、新橋演舞場） - 益田年晴 役
- チェンジリング（英語版）（1995年3月10日 - 4月16日、ベニサン・ピット） - アルセメーロ 役
- 深川しぐれ（1997年4月3日 - 28日、劇場飛天 / 1997年5月4日 - 31日、帝国劇場） - 勝次 役
- 海の沸点（1997年7月11日 - 23日、紀伊国屋ホール） - タカシ 役
- ラパン・アジールに来たピカソ（1997年8月29日 - 9月16日、赤坂シアターX） - パブロ・ピカソ 役
- 今宵かぎりは…（1998年6月12日 - 30日、新国立劇場小劇場） - ウエキ・シュウゾウ 役
- 本郷菊富士ホテル（1998年11月1日 - 12月28日、芸術座） - 竹久夢二 役
- かもめ（1999年10月8日 - 24日、シアターコクーン） - トレープレフ 役
- 月ノ光（再演）（2000年4月6日 - 16日、本多劇場 / 2000年4月17日、相模原市民会館 / 2000年4月18日 - 20日、近鉄小劇場 / 2000年4月21日 - 23日、愛知県芸術劇場） - グラックス 役
- Naked-裸（2000年6月1日 - 6日、ベニサン・ピット / 2000年6月22日 - 7月2日、エイトスタジオ / 2000年7月7日 - 16日、ベニサン・ピット） - フランコ・ラスピガ 役
- ラパン・アジールに来たピカソ（再演）（2000年10月5日 - 11月19日、世田谷パブリックシアター ほか全国巡演） - パブロ・ピカソ 役
- 母たちの国へ（2001年1月10日 - 28日、新国立劇場小劇場） - 小川健次 役
- セツアンの善人（英語版）（2001年9月4日 - 16日、赤坂ATCシアター / 2001年9月19日 - 25日、シアター・ドラマシティ） - ヤン・スン 役
- 冬の運動会（2001年11月2日 - 27日、新橋演舞場） - 北沢菊男 役
- 嵐が丘（2002年1月2日 - 27日、新橋演舞場） - ヒースクリフ 役
- 今宵かぎりは…1928超巴里丼主義宣言の夜（再演）（2002年8月9日 - 25日、本多劇場 ほか全4箇所） - ウエキ・シュウゾウ 役
岡本以外の出演者は全員新メンバー。
- 夜叉ヶ池（2003年3月16日 - 4月6日、東京グローブ座） - 山沢学円 役
- タイタス・アンドロニカス（2004年1月16日 - 2月21日、彩の国さいたま芸術場・大ホール ほか全3箇所） - エアロン 役
第12回「読売演劇大賞」優秀男優賞受賞。シェークスピア作、蜷川幸雄演出。
- スカパン（2004年8月29日 - 9月5日、まつもと市民芸術館 / 2004年9月10日 - 18日、東京グローブ座） - シルヴェストル 役
- CABARET（2004年10月6日 - 26日、東京グローブ座 / 2004年10月30日 - 11月3日、シアターBRAVA!） - クリフォード・ブラッドショウ 役[注 2]
- 劇場の神様 - 極付 丹下左膳（2005年1月5日 - 2月26日、南座 ほか全3箇所） - 須賀一郎 役
毎回カーテンコールでは舞台のテーマソングを披露した。2005年06年24にDVD化。
- キレイ -神様と待ち合わせした女-（再演）（2005年7月6日 - 30日、シアターコクーン / 2005年8月7日 - 12日、シアターBRAVA!、松尾スズキ作・演出） - ハリコナB 役
- 燈色の星（2005年12月3日 - 4日、東京グローブ座）
『@ザ・グローブ・プロジェクト』第1弾作品。早稲田大学の学生との共演。
- 妻をめとらば -晶子と鉄幹-（2006年6月2日 - 26日、新歌舞伎座 / 2006年7月1日 - 25日、御園座） - 石川啄木 役
- 黒革の手帖（2006年10月3日 - 26日、明治座） - 安島富夫 役
- 氷屋来たる（英語版）（2007年6月18日 - 7月8日、新国立劇場・小劇場） - ドン・パリット 役
- 妻をめとらば〜晶子と鉄幹〜（再演）（2007年7月28日 - 8月20日、明治座） - 石川啄木 役
- こまつ座第84回公演「人間合格」（2008年2月10日 - 3月16日、東京・紀伊國屋サザンシアター / 2008年3月19日 - 3月20日、山形・川西町フレンドリープラザ）
- 元禄めおと合戦 -光琳と多代-（2008年4月1日 - 25日、大阪・新歌舞伎座）
- 恋ぶみ屋一葉（2008年10月3日 - 25日、福岡・博多座）
- ヘンリー六世（2009年、新国立劇場、演出：鵜山仁） - リチャード 役
- 恋人（2010年9月 - 10月2日、横浜・BankART Studio NYK） - 演出担当
- 現代能楽集V〜「春独丸」「俊寛さん」「愛の鼓動」（2010年11月16日 - 28日、シアタートラム、演出：倉持裕）
- LOVE LETTERS 20th Anniversary Valentine Special（2011年2月7日、PARCO劇場） - アンディー 役[注 3]
  - 31st Season Anniversary Special（2022年2月7日〈予定〉、PARCO劇場）[注 3][11]
- 恋人（2011年5月7日 - 10日、東京 新宿・紀伊国屋ホール） - リチャード 役 / 演出も担当
- 姉妹たちの庭で 〜モーニングス・アット・セブン〜（2011年6月24日 - 7月10日、シアタークリエ） - ホーマー 役
- セレブレーション（2011年9月12日 - 25日、新・港村劇場） - 演出担当
- ロッキー・ホラー・ショー（2011年12月9日 - 2012年2月12日、神奈川芸術劇場 / キャナルシティ劇場 / シアターBRAVA! / サンシャイン劇場） - リフ・ラフ 役
- 春秋会男組公演Vol.1『応挙の幽霊』より「応挙絵噺再幽霊」「春秋会男組錦絵姿」（2012年3月17日 - 18日、三越劇場）
- 陽だまりの樹（2012年4月13日 - 5月27日、サンシャイン劇場 / 新歌舞伎座 / 中日劇場） - 山犬陶兵衛 役
- リチャード三世（2012年10月3日 - 21日、新国立劇場） - リチャード 役
- 非常の人 何ぞ非常に〜奇譚 平賀源内と杉田玄白〜（2013年7月8日 - 28日、PARCO劇場） - 杉田玄白 役[12]
- ミュージカル『モンテ・クリスト伯』（2013年12月7日 - 29日、日生劇場）- モンデゴ 役
- Try・Angle ─三人の演出家の視点─ Vol.3（2014年2月19日 - 3月9日、新国立劇場）
- 抜目のない未亡人（2014年6月28日 -　7月31日、新国立劇場）
- 炎 アンサンディ（2014年9月28日　-　10月18日、シアタートラム）
- The・River（2015年2月19日 - 26日、シアターイースト）
- トロイラスとクレシダ（2015年7月 - 8月、世田谷パブリックシアター） - ダイアミディーズ 役
- 石川さゆり特別公演 第一部『はかた恋人形』（2015年9月5日 - 28日、博多座）
- スポケーンの左手（2015年11月14日 - 29日、シアタートラム）
- 二人だけの芝居―クレアとフェリース―（2016年4月4日 - 28日、シアターウエスト・水戸芸術館・市川市文化会館 小ホール）
- ヘンリー四世 第一部 -混沌-・第二部 -戴冠-（2016年11月 - 12月、新国立劇場 中劇場） - ホットスパー、ピストル 役 [13]
- 炎 アンサンディ（2017年3月4日 - 15日、シアタートラム・兵庫県立芸術文化センター） - ワハブ、ニハッド 役
- ミュージカル『パレード』（2017年5月18日 - 6月15日） - スレイトン 役
- Crimes of the Heart（2017年9月2日 - 22日、シアタートラム・やまと芸術文化ホール） - バーネット 役
- 岸 リトラル（2018年2月20日 - 3月17日、シアタートラム・兵庫県立芸術文化センター） - イスマイル 役
- ヘンリー五世（2018年5月17日 - 6月3日、新国立劇場 中劇場） - ピストル 役
- 新感線☆RS『メタルマクベス』disc2 （2018年9月15日 - 10月25日、IHIステージアラウンド東京） - エクスプローラー 役[14]
- グレイクリスマス（2018年12月7日 - 19日、三越劇場） - 権堂 役[15]
- 海辺のカフカ （2019年2月15日 - 23日、フランス コリーヌ国立劇場 / 5月21日 - 6月9日、TBS赤坂ACTシアター） - 大島 役[16]
- ピカソとアインシュタイン～星降る夜の奇跡～（2019年4月25日 - 5月9日、よみうり大手町ホール / 5月12日、森ノ宮ピロティホール） - ROSE公演 主演・ピカソ 役 / BLUE公演 訪問者 役 （三浦翔平とのWキャスト）[17]
- 風姿花伝プロデュースvol.6「終夜」（2019年9月29日 - 10月27日、シアター風姿花伝）
- 正しいオトナたち（2019年11月28日・29日、IMAホール）
- リチャード二世（2020年10月2日 - 10月25日、新国立劇場 中劇場） -  主演・リチャード二世 役[18]
- カメレオンズ・リップ（2021年4月2日 - 4日、東京：シアター1010 / 4月11日、福島：南相馬市民文化会館 ゆめはっと / 4月14日 - 26日、東京：シアタークリエ / 5月6日、愛知：日本特殊陶業市民会館 ビレッジホール）
- 森 フォレ（2021年7月6日 - 24日、世田谷パブリックシアター）
- Le Fils 息子（2021年8月30日 - 10月17日、東京・福岡・高知・石川・新潟・宮崎・長野・兵庫）
- 建築家とアッシリア皇帝（2022年11・12月、シアタートラム）
- 「尺には尺を」「終わりよければすべてよし」交互上演（2023年10月18日 - 11月19日、新国立劇場 中劇場）[19]
- 夜は昼の母（2024年2月2日 - 29日、シアター風姿花伝） - 主演[20]
- みんな鳥になって（2025年6月28日 - 8月17日、世田谷パブリックシアター / 兵庫県立芸術文化センター 阪急中ホール / 東海市芸術劇場 大ホール / 岡山芸術創造劇場 ハレノワ 大劇場 / J:COM北九州芸術劇場 大ホール） - ダヴィッド 役[21]

など

### ラジオ
- いくぞ!男闘呼組（文化放送）
- ニッキと健一のリズム・オブ・ザ・ナイト（文化放送、『ラジオDE ME HER』水曜） - 錦織一清との共演
- ニッキと岡本のパニックラジオ（文化放送、『ラジオDE ME HER』水曜） - 錦織一清との共演
- Teen'sギャング男闘呼組（文化放送、1987年4月 - 9月）[注 4]
- ワイルドKNIGHTS男闘呼組
（文化放送、1987年10月 - 1988年3月までは『15はドキドキ ピンクコング』枠内コーナーとして、1988年4月からは再び『お遊びジョーズ』枠内のコーナーとして放送。）
- 男 DE NIGHT!（ニッポン放送）
- 男 DE NIGHT!ぶっちぎり爆走LIVE（ニッポン放送、1990年3月21日放送） - XのTOSHIとTAIJIがLIVEにゲスト参加
- ミッドナイト・スペシャル Part1（ABCラジオ）[注 5]
- 終夜（TOKYO FM、2019年10月13日26:00）
- 眠りにつく前に（TOKYO FM、2019年12月1日・2022年9月18日・2023年5月7日 26:00）

### CM
- 明治製菓　「アーモンドゴールド」（1985年）
- 明治製菓　チョコスナック「おばけランド」（1985年）
- 日清シスコ　「シスコーン・Cupフレーク」（1988年）
- セイコー　腕時計「AVENUE」（1989年）- 男闘呼組のメンバーとして出演。
- 江崎グリコ　「アーモンドチョコレート」（1989年）- 同上
- キリンビバレッジ　「午後の紅茶」（1992年）

### 吹き替え
- アウトサイダー（ポニーボーイ・カーティス〈C・トーマス・ハウエル〉）※フジテレビ版（ゴールデン洋画劇場）

### 連載
- MISS 「岡本健一&未希のフォトエッセイ」（世界文化社）
2006年からスタートし、2007年12月号で最終回。
- BEST STAGE 「EYES」（音楽と人）
Photo連載という形式（1枚の大きな写真と少しのコメント）。
2012年10月27日発売の12月号からスタート。

## ディスコグラフィ

### アルバム
- ADDICT OF THE TRIP MINDS（「ADDICT OF THE TRIP MINDS」名義作品、1994年8月25日、ポリスター）

### ゲスト参加
- 元「Gastunk」のTatsuのアルバム『ROCK LOVE』 （1992年）
このアルバムの中の『NOBODY KNOWS』という曲で、岡本は作詞とボーカルを担当している。

## バンド活動

### ADDICT OF THE TRIP MINDS
アディクト・オブ・ザ・トリップ・マインズ
概要
1991年4月から岡本の主催&DJにより、“日本で唯一のワンナイト・ロッククラブ「Club・Addict」”と銘打たれたクラブイベントが、東品川・天王洲アイルにある「寺田倉庫」のNo.Fを使い、月1回のペースで行われていた。その後、1992年2月からは場所を西麻布のクラブ「イエロー」へと移行した。1993年10月、この「Club・Addict」の常連メンバーたちが集い、バンド「ADDICT OF THE TRIP MINDS」を結成。バンド名の訳は“精神の中毒者”で、“音楽をプレイしたり聴いたりする瞬間の快楽にハマった人”という意味で付けられた。翌1994年8月25日、寺田倉庫で録音されたアルバムを発表した。その後、「CLUB CITTA'川崎」でD.T.Rとのセッションなども行ったが、メンバー間に方向性の違いが生じ、2ndアルバム完成直後に岡本と福場が脱退。2ndアルバムを発売する事無く活動休止となってしまった。岡本と福場は新バンド「Floor」を結成。残った側はメンバー変成を繰り返し、1996年8月からバンド名が「OBLIVION DUST」へと変わった。
2021年11月に再結成を発表し、同年12月5日にライブを行った。
メンバー
- 岡本健一 （ボーカル&ギター）
- 福場潤 （ギター、元「THE TOPS」のメンバー、後に脱退）
- 川上シゲ （ベース、本名：川上茂幸、元：「カルメン・マキ&OZ」、「千年COMETS」、「Typhoon NATALi」のメンバー）
- 本村隆充 （ドラム。後にそのまま「OBLIVION DUST」のメンバーに）
- 田中志門（ギター、2021年の再結成時に加入）

### Floor
前身バンド「ADDICT OF THE TRIP MINDS」を脱退した岡本と福場を中心に、1996年頃に結成。恵比寿のライブハウス『GUILTY』にて月1回のライヴ活動を行っていた。CDはリリースしていない。やがてメンバーの福場が脱退して、2002年頃に解散となった。
メンバー
- 岡本健一（ボーカル、ギター）
- 福場潤（ギター）
- 石岡塁（ベース。後に「FANTA ZERO COASTER」を経て「PuffSoul」のメンバーに。）
- 鈴木健史（ドラム。後に「HI NORMAL LUNCHI」のメンバーに。）

### Rockon Social Club
メンバー
- 岡本健一（ボーカル、ギター）
- 成田昭次（ボーカル、ギター）
- 高橋和也（ボーカル、ベース）
- 前田耕陽（ボーカル、キーボード）
- 青山英樹（ドラム）
- 寺岡呼人（プロデューサー、ベース、ギター）

## 受賞歴
- 第12回（2004年度）読売演劇大賞・優秀男優賞（『タイタス・アンドロニカス』エアロン役）
- 第17回（2009年度）読売演劇大賞・優秀男優賞（『ヘンリー6世』リチャード役）
- 第26回（2018年度）読売演劇大賞・最優秀男優賞（『岸 リトラル』イスマイル役、『ヘンリー五世』ピストル役）
- 第45回（2019年度）菊田一夫演劇賞（『海辺のカフカ』大島役、『終夜』ヨン役）[22]
- 第55回（2020年度）紀伊國屋演劇賞（『リチャード二世』リチャード二世 役）
- 第71回（2020年度）芸術選奨文部科学大臣賞（『リチャード二世』リチャード二世 役）[23]
- 2022年春 紫綬褒章[24][25]